# Conwentzia nietoi
Conwentzia nietoi är en insektsart som beskrevs av Monserrat 1982. Conwentzia nietoi ingår i släktet Conwentzia och familjen vaxsländor. Inga underarter finns listade i Catalogue of Life.